# Oxystegus daldinianus
Oxystegus daldinianus là một loài rêu trong họ Pottiaceae. Loài này được (De Not.) Köckinger, O. Werner & Ros mô tả khoa học đầu tiên năm 2010.